# Polyura jupiter
Polyura jupiter är en fjärilsart som beskrevs av Butler 1869. Polyura jupiter ingår i släktet Polyura och familjen praktfjärilar. Inga underarter finns listade i Catalogue of Life.

## Bildgalleri

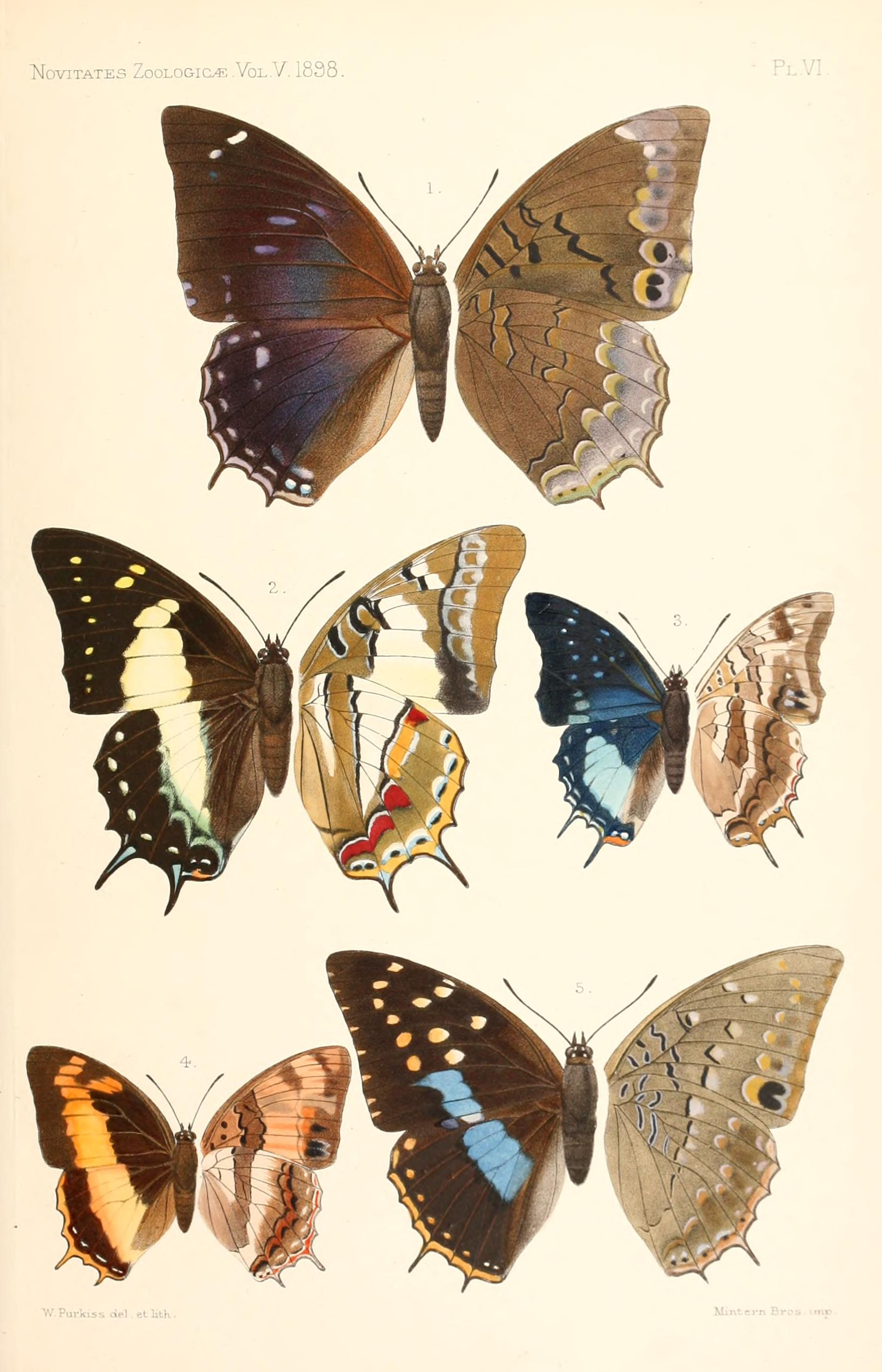
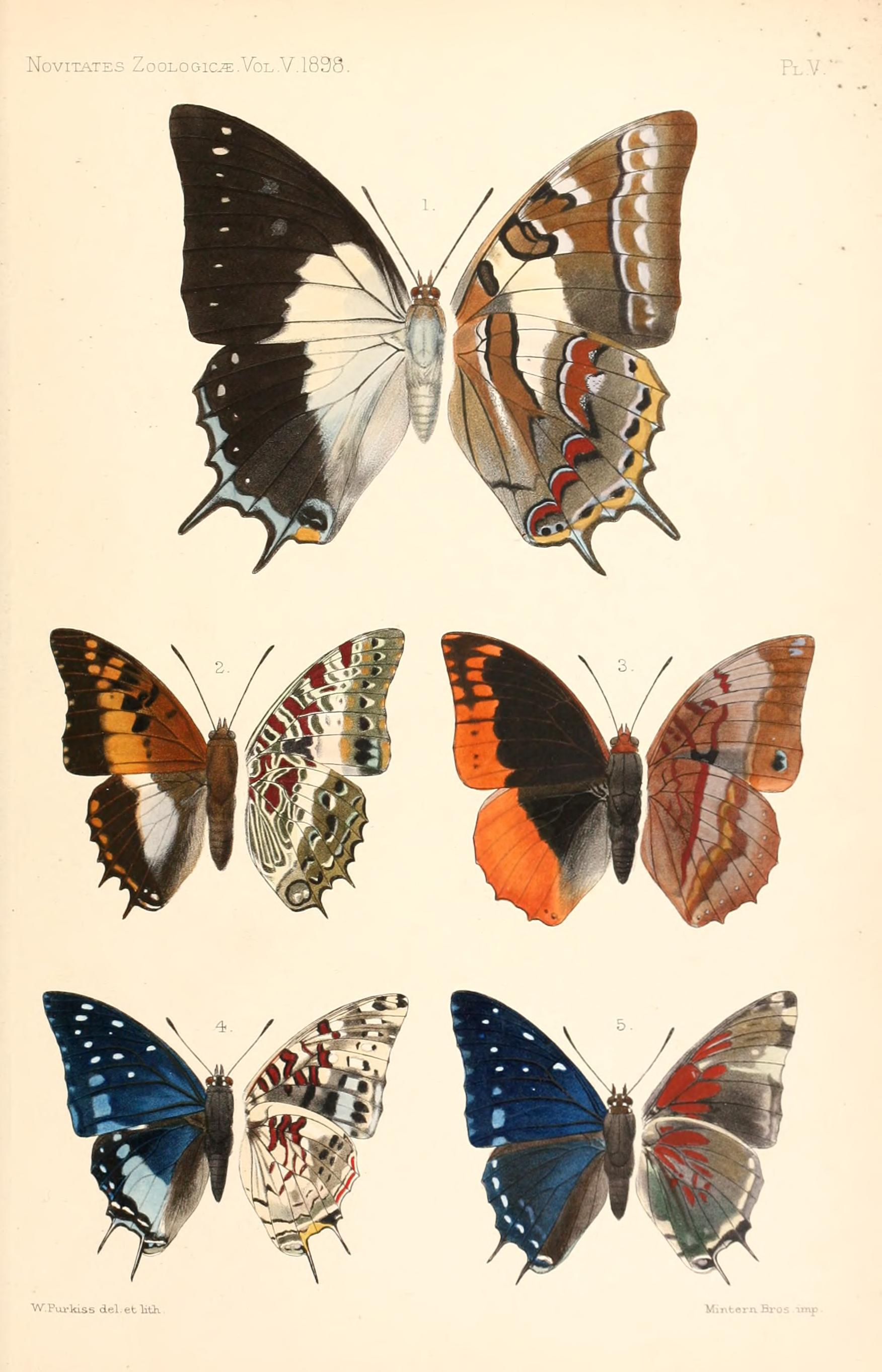
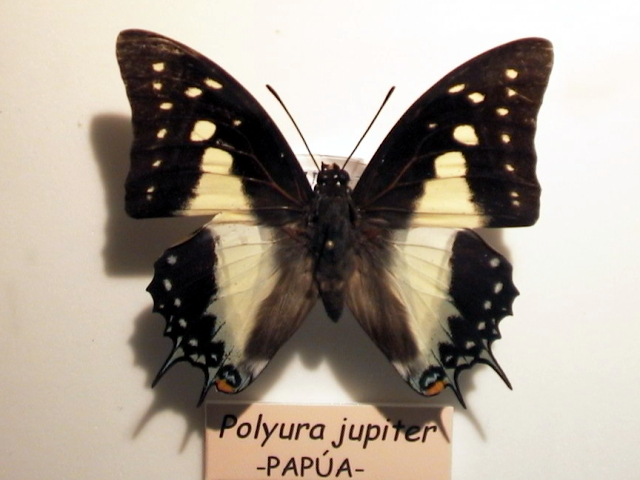